# Польське токсикологічне товариство
Польське токсикологічне товариство (пол. Polskie Towarzystwo Toksykologiczne) — польське наукове товариство, засноване в 1978 році на базі Токсикологічної секції Польського фармакологічного товариства, яке діє з 1966 року і об'єднує польських фахівців-токсикологів.

## Опис діяльності
Відповідно до Статуту, метою створення та діяльності даного Товариства є:
- організація та підтримка заходів, спрямованих на розвиток наукових досліджень у всіх областях токсикології;
- об'єднання фахівців, що працюють як в області експериментальної, так і практичної токсикології;
- участь у розробці програм навчання і підвищення кваліфікації фахівців-токсикологів;
- поширення наукових досягнень в галузі токсикології і суміжних наук;
- інформування громадськості про поточні проблеми і досягнення сучасної токсикології;
- поширення результатів діяльності національної наукової токсикологічної спільноти в Польщі та за кордоном[2].

### Склад
До складу Товариства входять 11 регіональних філій, які об'єднують близько 300 членів Товариства.

### Міжнародна співпраця
Товариство співпрацює з міжнародними профільними токсикологічними організаціями, є членом «Європейської токсикологічної асоціації» (англ. European Toxicological Association (EUROTOX)) і «Міжнародного союзу токсикологів» (англ. International Union of Toxicology(IUTOX)).

### Сьогодення
Головою Товариства є доктор медичних наук Іренеуш П. Грудзінський.
Актуальна інформація про діяльність Товариства публікується на сайті www.pttoks.wum.edu.pl.